# Ralph Edelhäußer

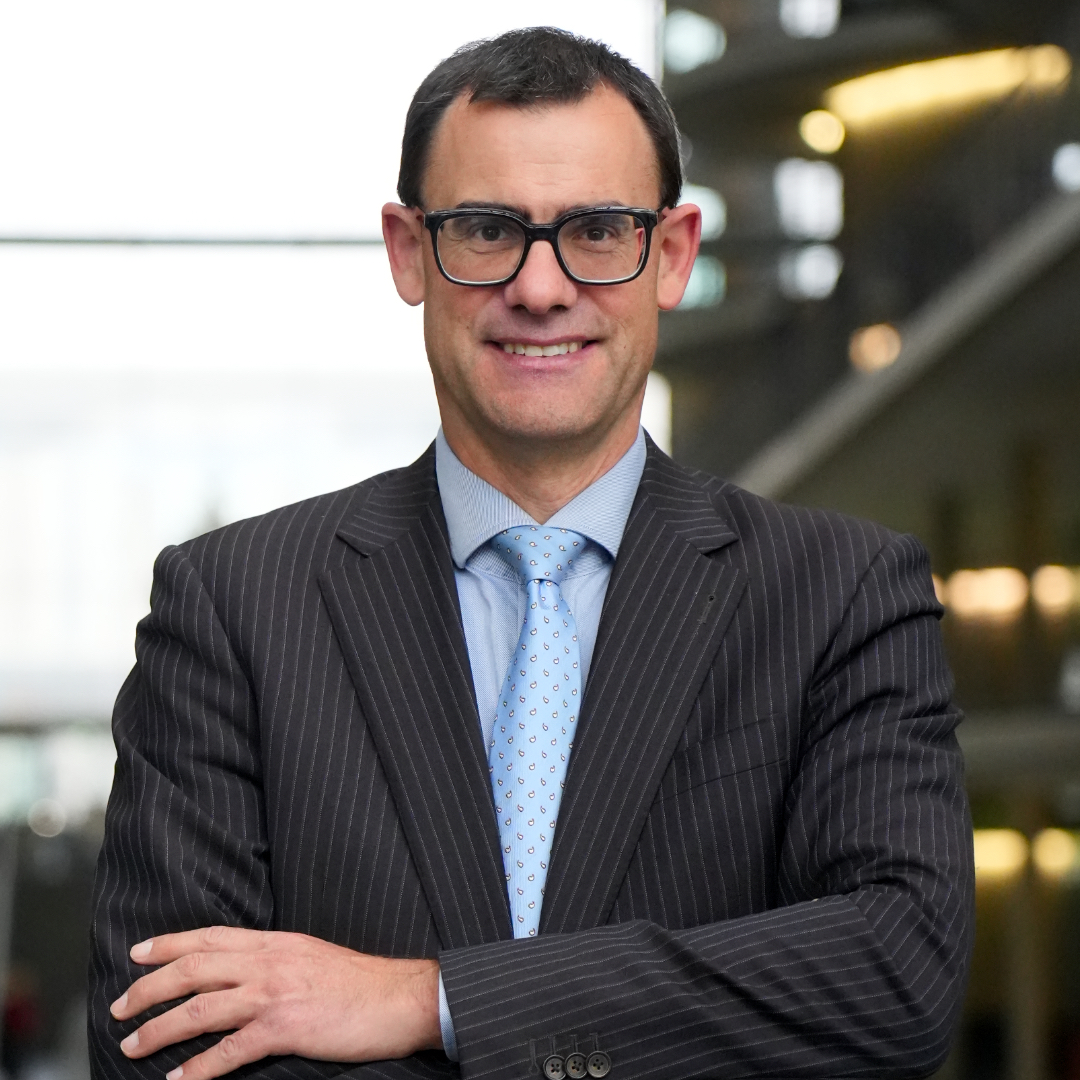
Portrait des Bundestagsabgeordneten Ralph Edelhäußer MdB

Ralph René Edelhäußer (* 22. März 1973 in Roth) ist ein deutscher Politiker (CSU) und Bankkaufmann sowie seit 2021 Mitglied des Deutschen Bundestages.

## Leben
Edelhäußer besuchte von 1979 bis 1983 die Volksschule Roth-Gartenstraße und wechselte dann auf das Gymnasium Roth, an dem er 1992 das Abitur ablegte. Nach dem zwölfmonatigen Grundwehrdienst (Luftwaffensicherungssoldat in der 6. Kompanie des ehemaligen Luftwaffenausbildungsregiments 3 mit Anschlussverwendung im Stab des ehemaligen II. Bataillons) in der Otto-Lilienthal-Kaserne in Roth absolvierte er bei der damaligen Stadtsparkasse Nürnberg (jetzt: Sparkasse Nürnberg) ein sogenanntes „Kombi-Studium“ nach dem „Hamburger Modell“. Dieses beinhaltete in einem Zeitraum von September 1993 bis August 1998 einen Abschluss als Bankkaufmann und ein Studium der Betriebswirtschaftslehre an der Georg-Simon-Ohm Fachhochschule Nürnberg, welches er als Diplom-Betriebswirt (FH) abschloss. Von 1996 an war er als Wertpapier-Berater tätig.
Zum 1. Juli 2000 wechselte Edelhäußer zur Sparkasse Mittelfranken-Süd und arbeitete dort bis 22. März 2011 als Firmenkundenbetreuer für Freie Berufe.
Edelhäußer ist verheiratet und Vater eines Sohnes.

## Politik

### Kommunalpolitik
Ab Mai 2002 war er für die CSU ehrenamtliches Mitglied im Stadtrat von Roth und von 2008 bis 2011 Dritter Bürgermeister. Seit dem 23. März 2011 war er als Nachfolger von Richard Erdmann (SPD) Erster Bürgermeister der Stadt Roth. Er ist damit der bis dato einzige CSU-Bürgermeister der mittelfränkischen Kreisstadt mit ihren rund 26.000 Einwohnern.
Seit 2008 ist Edelhäußer ehrenamtliches Mitglied des Kreistags Roth. Er ist seit 2020 Mitglied im Kreisausschuss und im Schul- und Bildungsausschuss tätig.

### Bundestag

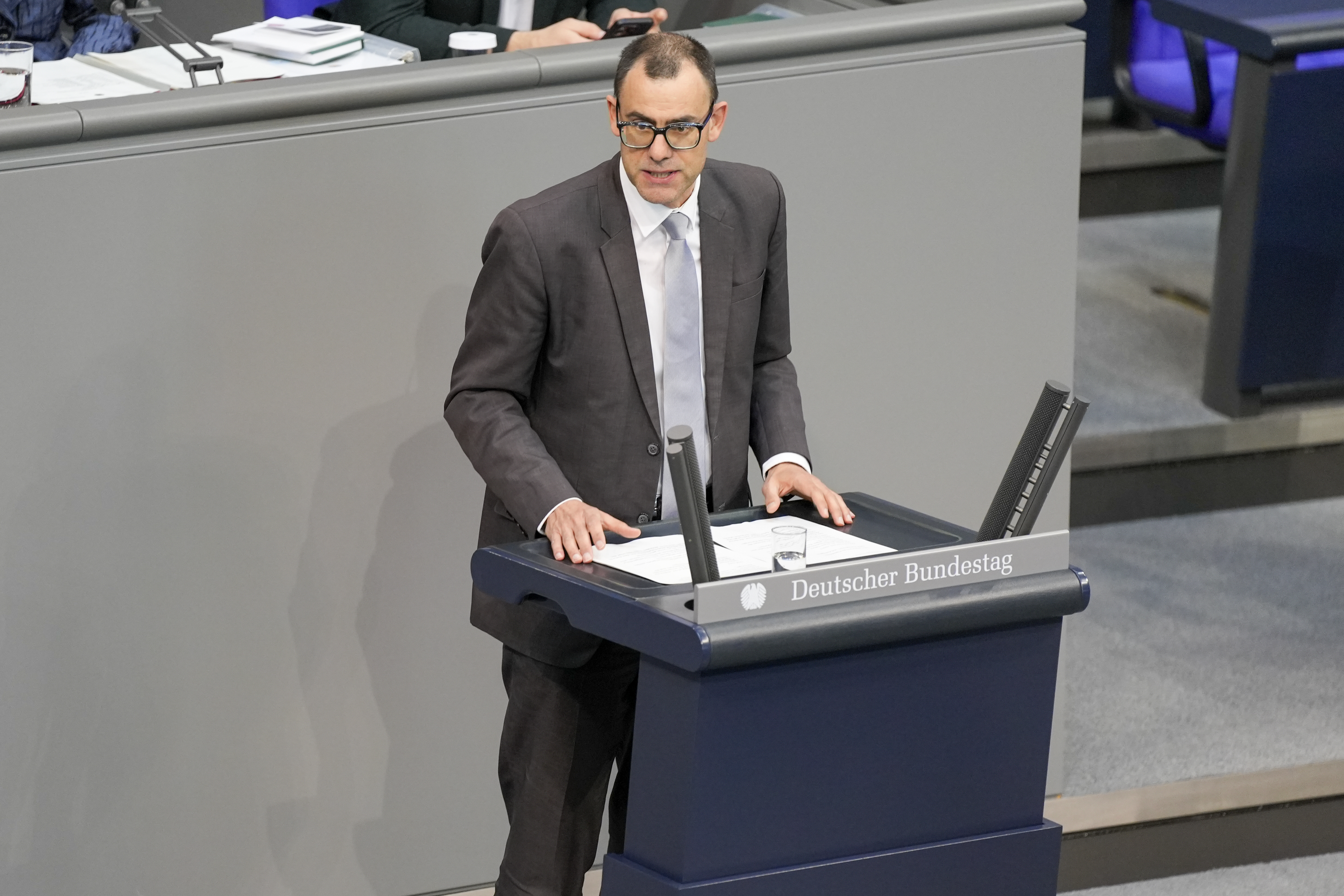
Ralph Edelhäußer MdB bei einer Rede im Plenum des Deutschen Bundestages.

Bei der Bundestagswahl 2021 trat Edelhäußer erstmals als Direktkandidat im Bundestagswahlkreis Roth, der die Landkreise Nürnberger Land und Roth umfasst, für die CSU an und wurde mit 38,0 Prozent der Erststimmen aller 13 Direktkandidaten in den 20. Deutschen Bundestag gewählt. Dort war er ordentliches Mitglied im Ausschuss für Familie, Senioren, Frauen und Jugend sowie im Petitionsausschuss sowie stellvertretendes Mitglied im Ausschuss für Inneres und Heimat. Ferner war er Obmann der CDU/CSU-Fraktion im Deutschen Bundestag im Unterausschuss Bürgerschaftliches Engagement sowie Schriftführer.
Edelhäußer wurde 2024 bei der Delegiertenversammlung im Bundeswahlkreis Roth mit 98,7 Prozent der Stimmen erneut als CSU-Direktkandidat für die Bundestagswahl 2025 nominiert. Bei der Bundestagswahl 2025 erreichte er 42,9 Prozent der Erststimmen im Bundestagswahlkreis Roth und wurde somit erneut in den Deutschen Bundestag gewählt. Im 21. Deutschen Bundestag ist er ordentliches Mitglied im Verteidigungsausschuss, im Ausschuss für Bildung, Familie, Senioren, Frauen und Jugend sowie Schriftführer. Innerhalb der CSU-Landesgruppe ist er zudem fachpolitischer Sprecher für Familienpolitik.